# Питкяярви (озеро, Сортавальский район, северное)
Пи́ткяя́рви (фин. Pitkäjärvi) — озеро на территории Кааламского сельского поселения Сортавальского района Республики Карелия.

## Общие сведения
Площадь озера — 1,4 км². Располагается на высоте 77,4 метров над уровнем моря.
Озеро имеет продолговатую форму: вытянуто с севера на юг. Берега сильно заболочены. С восточной стороны расположен бывший остановочный пункт Пяльксаари железнодорожной линии Маткаселькя — Вяртсиля.
Через озеро протекает река Тохмайоки.
Населённые пункты близ озера отсутствуют. Ближайший — посёлок Партала — расположен в 2 км к юго-востоку от озера.
Название озера переводится с финского языка как «длинное озеро».
Код объекта в государственном водном реестре — 01040300211102000013186.